# Ocho Sur
Ocho Sur es un grupo empresarial formado en 2016 en la región de Ucayali en Perú dedicado al cultivo comercial de la palma africana de aceite (Elaeis guineensis) y a la producción de aceite de palma. El Grupo Ocho Sur agrupa a las empresas Ocho Sur P, Ocho Sur U y Servicios Agrarios de Pucallpa. La mayor parte de su producción se exporta al mercado internacional.
La Asociación Interétnica de Desarrollo de la Selva Peruana (AIDESEP), organización indígena nacional que representa a 9 organizaciones regionales, 109 federaciones y 2439 comunidades nativas, ha declarado en junio de 2022 que Ocho Sur ha venido socavando la autodeterminación y autogobierno de los pueblos indígenas amazónicos de Ucayali a través de sus prácticas de promoción el monocultivo de la palma africana de aceite.

## Historia
Ocho Sur fue constituida e inició sus operaciones en el año 2016, luego de adquirir los fundos de palma aceitera Tibecocha y Zanja Seca mediante subasta pública ubicados en el distrito de Campoverde y Nueva Requena, en la provincia de Coronel Portillo en el departamento de Ucayali. Los accionistas de Ocho Sur son dos empresas de Estados Unidos, Anholt Services y Amerra Capital. Anholt es una family office en Connecticut, propiedad de una familia danesa, mientras que Amerra es una banca privada que financia proyectos en alimentos y agricultura en varias partes del mundo.
Los dos fundos adquiridos ya se encontraban en operación:
- El fundo Tibecocha, administrado a través de la empresa Ocho Sur P, contaba con 5640 hectáreas de plantación de palma valorizadas en US$ 64 millones
- El fundo Zanja Seca, administrado a través de la empresa Ocho Sur U, contaba con 4360 hectáreas de plantación valorizadas en US$ 61 millones

Ese mismo año, se inició la construcción de una planta extractora de aceite de palma en el fundo Tibecocha, administrado por la tercera empresa del grupo: Servicios Agrarios de Pucallpa. La planta tuvo una inversión US$ 20 millones y una capacidad de procesamiento de 45 toneladas por hora de aceite de palma. Del fruto de la palma, se obtienen tres productos terminados: aceite crudo de palma (CPO, acrónimo para Crude Palm Oil), aceite kernel de palma (PKO, Palm Kernel Oil) y harina de palmiste (PKE, Palm Kernel Expeller).

### Fundo Tibecocha
El fundo Tibecocha está localizado en el sector de Bajo Rayal en el distrito de Nueva Requena, agrupa 200 títulos de propiedad y cuenta con una extensión aproximada de 7000 hectáreas. Entre 1996 y 2006, las parcelas que comprendían el fundo Tibecocha fueron otorgados a colonos y manejados por estos últimos. En el 2012, Plantaciones de Pucallpa S.A.C. adquiere la propiedad del fundo Tibecocha. Cuatro años después, el fundo es adquirido vía subasta pública por el grupo Ocho Sur bajo la administración de la empresa Ocho Sur P.

## Conflictos socioambientales

### Planta extractora
En marzo de 2020 el grupo inauguró la planta extractora de aceite de palma en el fundo Tibecocha, a 1.6 kilómetros de distancia del centro de la comunidad nativa de Santa Clara de Uchunya en el distrito de Nueva Requena. La instalación de la planta se realizó sin informar ni consultar con la comunidad nativa. La comunidad del pueblo shipibo-conibo no fue considerada dentro de la zona de influencia del proyecto en el Estudio de impacto ambiental de la planta.
Michael Spoor, CEO de Ocho Sur, ha manifestado «que hay ciertas ONG que tratan de inventar conflictos entre la empresa y la población para beneficio propio. Fuera de eso, hay un informe del Ministerio de Cultura que señala que esa población no está ubicada en la zona de influencia directa o indirecta del proyecto».

### Afectación a la calidad de los suelos
En noviembre de 2020, el Tribunal del Organismo de Evaluación y Fiscalización Ambiental impuso una multa de nueve millones de soles a Ocho Sur, sujeta a apelación, por la afectación de los suelos amazónicos a partir de la liberación de residuos sólidos y agroquímicos peligrosos, y no contar con instrumentos de gestión ambiental para su manejo. 

### Disputa territorial
En enero de 2024, el Tribunal Constitucional emitió un fallo declarando inadmisible una acción de amparo presentada en 2016 por la representación legal de la comunidad nativa de Santa Clara, que buscaba la protección de su territorio.